# Gelastogonia parva
Gelastogonia parva är en insektsart som beskrevs av Albino Morimasa Sakakibara 1996. Gelastogonia parva ingår i släktet Gelastogonia och familjen hornstritar. Inga underarter finns listade i Catalogue of Life.